# Adolfo Engel
Adolf Engel, detto Adolfo (Vicosoprano, 9 giugno 1851, secondo altre fonti 19 giugno, 25 aprile o 24 maggio – Roma, 28 aprile 1913), è stato un imprenditore, dirigente d'azienda e politico svizzero naturalizzato italiano.

## Biografia

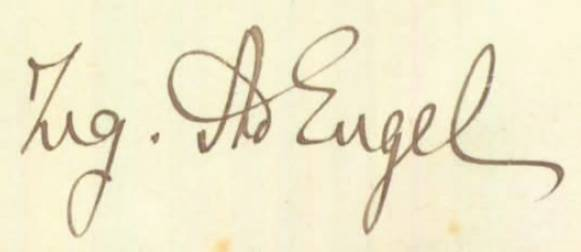
Firma di Engel

Originario della zona italofona del cantone svizzero dei Grigioni, figlio di un medico di lingua tedesca, compie gli studi inferiori nella sua città natale, quindi li prosegue in Italia per il trasferimento dei suoi genitori a Caravaggio, dove suo padre investe cospicue somme nella creazione di alcune aziende agricole. Dopo la maturità si iscrive al politecnico di Milano, dove nel 1875 si laurea in ingegneria, e per un paio d'anni compie una serie di viaggi in Europa, interessandosi dei molteplici aspetti dell'agricoltura del tempo e delle sue implicazioni economiche.
Anticlericale, repubblicano e progressista nel 1878, una volta tornato a Caravaggio, aderisce alla massoneria e si candida al consiglio comunale in una lista di orientamento radicale. All'opposizione di una maggioranza clericale si fa promotore di iniziative politiche per l'edificazione di scuole pubbliche, per la giustizia sociale, la tutela dei diritti dei meno abbienti e per l'emancipazione femminile cominciando dal diritto di voto; promuove inoltre la costituzione di una società di mutuo soccorso e assume la presidenza dell'ospedale cittadino e del comizio agrario.
La sua battaglia più difficile, tuttavia, è quella per la creazione nel cimitero cittadino di un tempio crematorio e di un'area destinata alla sepoltura dei non cattolici. La prima proposta risale al 1881, anno in cui Engel presiede la locale società per la cremazione ed è uno degli otto fondatori della loggia "Pontida", aderente al Rito Simbolico Italiano e costituita come "Casa massonica di Bergamo" del Grande Oriente d'Italia; il consiglio comunale rifiuta ripetutamente di discutere della cosa, al punto che la questione viene risolta - come spesso accade all'epoca - dal regio commissario chiamato a reggere l'amministrazione nel periodo transitorio delle elezioni, che in ossequio alle disposizioni in materia concede l'area e prescrive alcune condizioni relative all'edificazione del tempio. Di fronte al rifiuto della nuova giunta di riconoscere la concessione, Engel ottiene nel 1884 il mandato di adire le vie legali contro il municipio: la causa, patrocinata dagli avvocati Daniele Valabrega (presidente della società per la cremazione di Torino) e Camillo Costa (entrambi massoni), cui si aggiunge in cassazione Tommaso Villa, si prolunga fino al 1904, anno in cui il comune di Bergamo è costretto a cedere dopo quattro gradi di giudizio persi.
Nei dieci anni che dura la causa civile il movimento radicale-massonico di Bergamo va incontro a una graduale ma decisa crescita, che incomincia a preoccupare seriamente la curia. Per i cattolici è infatti in vigore il non expedit di Pio IX, e non possono quindi prendere parte attiva alla politica del Regno d'Italia come candidati né come elettori. Per contrastare la sempre maggiore influenza della sinistra radicale, rafforzata dalle prime manifestazioni del movimento socialista, il vescovo Gaetano Camillo Guindani scatena una feroce campagna di stampa dalle colonne del quotidiano L'Eco di Bergamo, controllato dalla diocesi, che però non sortisce gli effetti sperati per la decisione di Engel di dedicarsi ad attività politiche al di fuori della provincia.

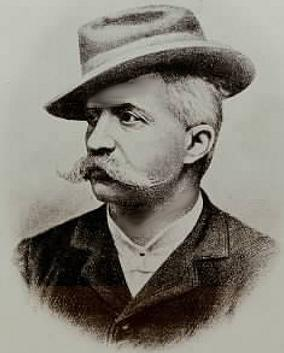
Felice Cavallotti

Proprio nel 1884, al delinearsi dello scontro, si aggrega a una spedizione in Sicilia organizzata da Felice Cavallotti per prestare soccorso alla popolazione di Palermo colpita da una devastante epidemia di colera. Reduce da un'esperienza similare in località del nord non precisata dalle fonti disponibili, viene decorato per ognuna delle due missioni con una medaglia d'argento al valor civile. Si reca inoltre a rappresentare la loggia Pontida all'inaugurazione di vari monumenti combattuti dalle gerarchie ecclesiastiche (tra gli altri quello a Giordano Bruno di Roma, a Gaetano Pini e Agostino Bertani a Milano), e a portare personalmente contributi finanziari per opere assistenziali. Le sue ripetute assenze riescono a calmare le acque quel tanto che basta a ridisegnare gli equilibri elettorali della provincia bergamasca. Fatti i dovuti calcoli al suo ritorno in pianta stabile fissa la sua residenza a Treviglio, collegio elettorale favorito per la sinistra radicale, che ottiene un buon risultato già alle elezioni provinciali del 1886. Engel viene eletto alla provincia di Bergamo mantenendo la carica di consigliere comunale di Caravaggio e si prepara alla competizione elettorale del 1890 infilando una lunga serie di sconfitte agli ancora dominanti clericali come l'intestazione di strade alla data del 20 settembre e le commemorazioni di Porta Pia, veri e propri affronti con l'atteggiamento di chiusura di Leone XIII sulla risoluzione della questione romana.

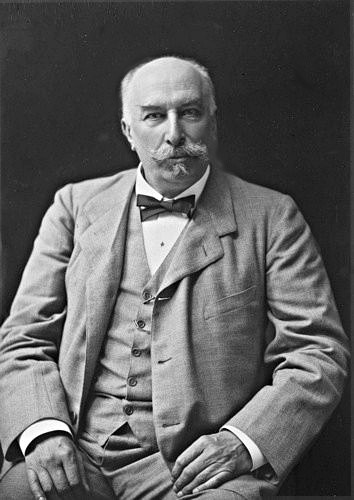
Giovanni Giolitti

Agostino Cameroni

Eletto deputato lo scontro con i cattolici raggiunge ben presto livelli infuocati, aggiungendosi a un forte contrasto con la destra liberale. Dai banchi dell'estrema sinistra legalitaria incomincia infatti una lunga e appassionata battaglia per il contenimento della spesa pubblica (in specie militare), l'alleggerimento della pressione fiscale sui ceti meno abbienti e una migliore organizzazione delle scuole pubbliche a danno degli istituti religiosi, denuncia come primo male del paese la lontananza dei cittadini dalle istituzioni e ne attribuisce la causa allo scarso interesse dei ceti abbienti ai problemi del Paese reale. Non manca di lanciare circostanziate accuse di doppiezza delle istituzioni civili a favore della gerarchie vaticane, con toni accesi, ma senza mai sconfinare in eccessi persecutori. Seppur progressista e repubblicano, infatti, Engel è un fedelissimo del pensiero politico legalitario di Cavallotti, riassumibile nella frase "libertà nella monarchia", ritiene il socialismo un'idea antinazionale e applica principi squisitamente democratici alle sue convinzioni liberiste. Il suo percorso politico parlamentare si orienta di conseguenza dal radicalismo al liberalismo moderato di stampo giolittiano, fautore di equilibri politico-sociali che non favoriscono i ricchi e non danneggiano i poveri e teso alla modernizzazione economica, industriale e politico-culturale della società italiana.
Le susseguenti rielezioni e la crescita della sua influenza politica all'ombra di Giolitti coagulano a Bergamo un fronte di opposizione guidato dai cattolici, che nel 1902, diciassette anni prima della sua abolizione ufficiale, contravvengono al non expedit con la candidatura dell'avvocato Agostino Cameroni, proprietario e direttore del periodico locale Corriere della Domenica e futuro direttore della cattolicissima Banca rurale di Treviglio. Sostenuto dall'intero elettorato legato al mondo degli agrari, dei ceti abbienti, dell'aristocrazia e dalle organizzazioni cattoliche (animate particolarmente da don Pompeo Ghezzi), trova la sua strada spianata dalla scoperta di presunti brogli elettorali in favore di Engel e viene eletto al suo posto riconquistando ai moderati il collegio locale.

Un telegramma della Federazione democratica cristiana bergamasca contro la nomina di Adolfo Engel

La sconfitta non arresta il suo impegno politico anche perché Giolitti, non volendo privarsi di un prezioso alleato, lo inserisce l'anno dopo nell'elenco dei nuovi senatori. Questa scelta scatena una vera e propria rivolta delle forze moderate bergamasche, che non avendo altri argomenti si appellano alla nazionalità ancora svizzera del nuovo senatore e alla vicenda mai chiarita dei brogli elettorali. "Per noi" scrive l'Eco di Bergamo nel numero 65 del 20-21 marzo 1905, "e per il Paese, la quistione della nazionalità politica dell'Engel è soltanto secondaria all'altra, che può ben dirsi morale. [...] questa persona, se fra i deputati s'è fatta distinguere, lo deve all'avere biasimevolmente approfittato di una illegale proclamazione che, non da noi, né da uomini del nostro partito, venne qualificata un vero reato elettorale". Messa da parte quest'ultima questione, mai del resto effettivamente comprovata, la reazione cattolica sortisce comunque l'effetto di ritardare fino al 1908 la convalida della nomina, che segue la concessione della piena cittadinanza accordata con regio decreto del 17 gennaio 1917.
In Senato Engel, ormai in avanti con gli anni e indebolito da alcuni mali, è comunque poco o nulla attivo. Nei suoi ultimi anni preferisce dedicarsi ai problemi della provincia bergamasca e alla massoneria, mai effettivamente trascurata, in cui assume la carica di Presidente del Rito Simbolico dal 1904 al 1909 e dal 1904 al 1904 è Gran Maestro aggiunto del Grande Oriente d'Italia, operando in piena intesa con Ernesto Nathan, suo consuocero dopo il matrimonio del suo unico figlio con Annie Nathan. Dopo la sua scomparsa Augusto Gandini, che ne è primo maestro venerabile, promuove la fondazione di una loggia di Bergamo intitolata al suo nome.